# Rejon niestierowski
Rejon niestierowski (ros. Нестеровский район) – jednostka podziału administracyjnego rosyjskiego obwodu królewieckiego.
Rejon leży w południowo-wschodniej części obwodu, przy granicy z Polską i Litwą, a jego ośrodkiem administracyjnym jest miasto Niestierow.
Rejon niestierowski zajmuje obszar 1061 km², zamieszkany przez 14 918 osób (2019 r.). Powierzchnia gruntów rolnych wynosi 66,9 tys. ha – czyli 63% ogólnej powierzchni. Powierzchnia lasów wynosi 28,1 tys. ha.
30 czerwca 2008 roku powiat niestierowski został podzielony na cztery gminy: „Osada miejska Niestierowski”, „Osada wiejska Iljuszynskoje”, „Osada wiejska Prigorodnoje” i „Osada wiejska Chistoprudnienskoje”. 30 marca 2018 roku podział został zlikwidowany.

## Miejscowości rejonu
| Nazwa                      | Ludność (2013) |
| -------------------------- | -------------- |
| Miasto rejonowe Niestierow | 3937           |
| Babuszkino                 | 588            |
| Borowikowo                 | 15             |
| Chutorskoje                | 96             |
| Czapajewo                  | 66             |
| Czerniachowo               | 155            |
| Czernyszewskoje            | 1139           |
| Czistyje Prudy             | 562            |
| Czkałowo                   | 184            |
| Detskoje                   | 154            |
| Dimitrievka                | 48             |
| Diwnoje                    | 35             |
| Dokuczajewo                | 41             |
| Dubowaja Roszcza           | 196            |
| Furmanowka                 | 631            |
| Iljinskoje                 | 161            |
| Iluszyno                   | 1133           |
| Jasnaja Polana             | 997            |
| Jagodnoje                  | 5              |
| Kalinino                   | 499            |
| Kalinowo                   | 32             |
| Karpinskoje                | 3              |
| Krasnolesje                | 415            |
| Lesistoje                  | 35             |
| Ługowoje                   | 462            |
| Miczurinskoje              | 53             |
| Newskoje                   | 453            |
| Niekrasowo                 | 13             |
| Nieżynskoje                | 1              |
| Ozerki                     | 17             |
| Pierwomajskoje             | 245            |
| Pietrowskoje               | 82             |
| Pokryszkino                | 295            |
| Prigorodnoje               | 497            |
| Pugaczewo                  | 54             |
| Puszkino                   | 476            |
| Razdolnoje                 | 82             |
| Sadowoje                   | 519            |
| Sosnowka                   | 148            |
| Sosnowka                   | 42             |
| Sowchoznoje                | 110            |
| Szołochowo                 | 15             |
| Tokariewka                 | 10             |
| Uwarowo                    | 26             |
| Watutino                   | 203            |
| Wiertiak                   | 8              |
| Woskresenskoje             | 66             |
| Wozniesieńskoje            | 105            |
| Wysełki                    | 50             |
| Wysokoje                   | 220            |
| Zawodskoje                 | 38             |
| Zelenoje                   | 16             |
| Znamenka                   | 80             |